# مسجد عبدالله بانو
مسجد عبدالله بانو مربوط به دوره صفوی است و در شوشتر، خیابان جدید الاحداث عبدالله بانو واقع شده و این اثر در تاریخ ۲۳ شهریور ۱۳۸۲ با شمارهٔ ثبت ۹۹۶۷ به‌عنوان یکی از آثار ملی ایران به ثبت رسیده است. ضمناً سایت مسجد عبدالله بانو به آدرس abunoomsq.ir می‌باشد

## تاریخچه مسجد عبدالله بانو
مرکز محله عبدالله بانو در گذشته نه چندان دور مرکز بافندگی  شوشتر بوده و در مرکز محله آن تعداد زیادی گارگاه بافندگی به کار تولید منسوجات بوده است. در گوشه ای از این میدان مسجد و بقعه و در گوشه ای دیگر کاروانسرای عبدالله بانو با مقدم و در کوچه ی  ضلع جنوبی میدان، حمام قاضی قرار داشته است. در کتاب سفر نامه خانم مادام دیولافوآ فرانسوی تصویری از این بقعه و دیوار مسجد ترسیم شده است.
بانیان این مسجد را سید عبدالله جزایری درکتاب تذکره شوشتر در فصل بیستم که مربوط به جانشینان وحشتو خان در شوشتر است چنین بیان می کند:
" واز معارف کدخدایان، حاجی زمان و حاجی رضا ابن حاجی عنایت الله گرگری سابق الذکر و مسجد عبدالله بانویه از آثار ایشان است"
و نیز تاریخ ساخت آن بنا کتیبه سنگی نفیسی که در مسجد قرار دارد مربوط به سال1112 ه ق و زمان پادشاهی شاه سلطان حسین صفوی است که بدین گونه آمده است:
در زمان شاه دین سلطان حسین                   خسرو ایران شه مالک رقاب
آنکه برخاک در او هر سحر                       می گذارد چیه از دور آفتاب
حاجی نیک سیر حاجی رضا                      آنکه خوبی شد از او عزت مآب
آنکه در راه خدا همچون اذان                      شد بلند از وی بناهای ثواب
شد موفق در بنای مسجدی                        گر شرف سو کعبه آمد انتخاب
وه چه مسجدی گر وفور فیض او                خانه دین شد سعادت انتساب
هرکه یک ره بر در او سجد کرد                   شد تمام عصر ز ایمان کامیاب
ز آسمان لبیک عبدی میرسد                       حق پرستان درش او را جواب
بر درش آیند بهر کسب فیض                     هر سحر فوج ملائک بی حساب
تا نیایش  زینت انجام یافت                        توسن اندیشه را دادم شتاب
گر برای مصر تاریخ او                             در اثر آید در میان پای حساب
بگو گفتا آسمان از هاتفی                          از در اوشد دعاها مستجاب(1112 ه ق)
با توجه به اشعار این کتیبه با ارزش اینگونه مشخص می شود که مسجد در زمان شاه سلطان حسین صفوی و در سال 1112 ه ق توسط فرزندان حاج عنایت الله گرگری  به نام های حاج رضا و حاج زمان ساخته شده است.نام معمار این اثر در حاشیه این کتیبه آمده است.این استاد معیم بناست که از معماران دوره صفویه در شوشتر است.